# دونالد وايت
دونالد وايت (بالإنجليزية: Donald White)‏ (22 أبريل 1898 في الولايات المتحدة - 12 يوليو 1983 في الولايات المتحدة) هو لاعب كرة سلة أمريكي في مركز لاعب دفاع ‏. لعب مع Purdue Boilermakers men's basketball ‏.

## وصلات خارجية
- دونالد وايت على موقع كلية كرة السلة في سبورتس رفرنس.كوم (الإنجليزية)